# BYD Atto 3
La BYD Atto 3, chiamata anche BYD Yuan Plus, è un'autovettura prodotta dalla casa automobilistica cinese BYD Auto dal 2022.

## Descrizione

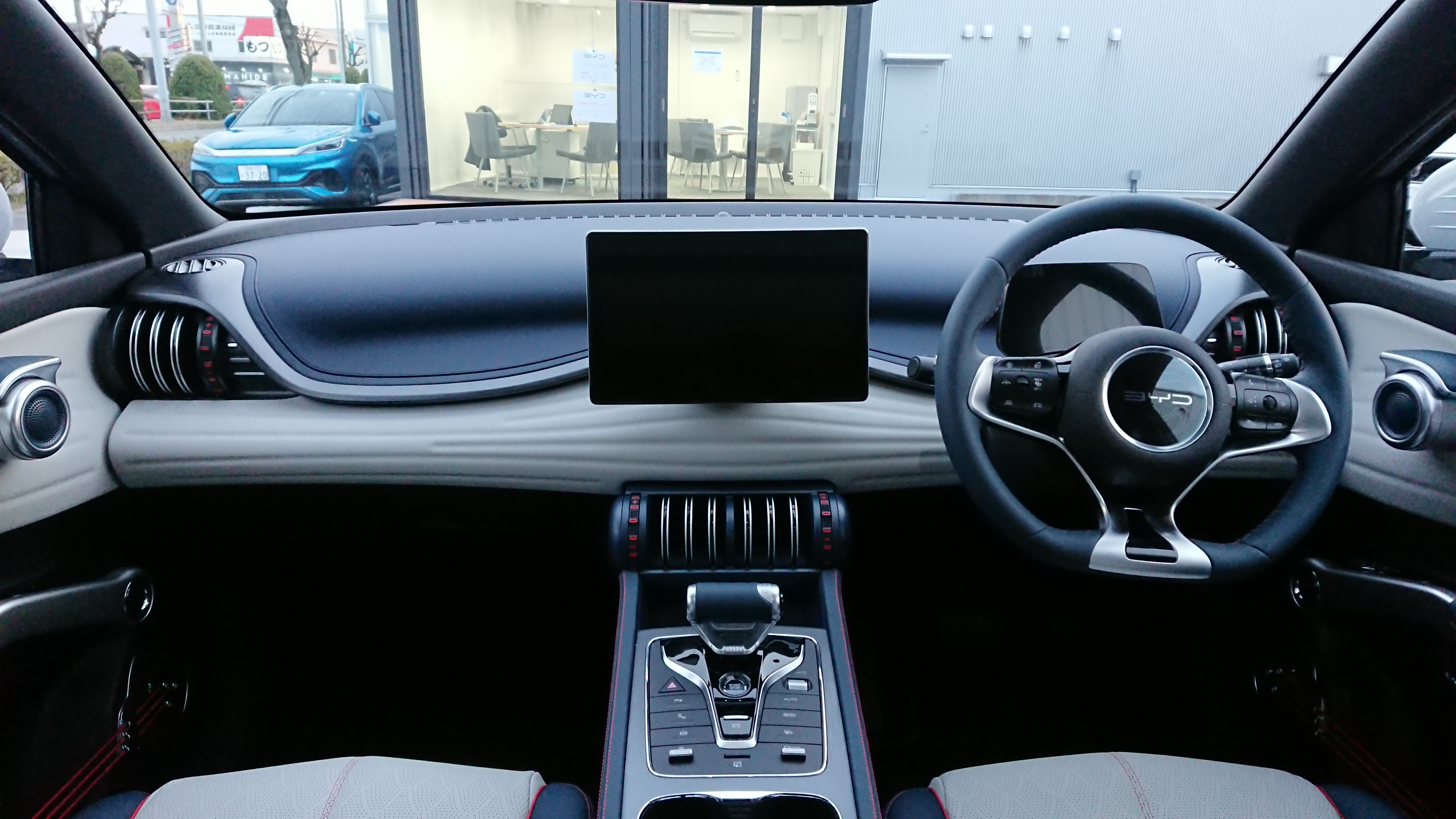
Interni

L'Atto 3, commercializzato con il nome di Yuan Plus in Cina come successore della BYD Yuan, è significativamente più grande del suo predecessore, andando ad inserirsi nella categoria dei crossover compatti di segmento C.
La vettura è stata presentata per la prima volta nell'agosto 2021 al salone di Chengdu ed è stata messa in vendita nel febbraio 2022.
A differenza di altri modelli della casa orientale, la vettura si basa sull'ultima evoluzione della piattaforma "e-Platform 3.0". È dotata di un motore elettrico anteriore da 204 CV e 310 Nm di coppia, alimentato da una batteria al litio ferro fosfato (LFP) disponibile in due tagli: l'unità da 49,92 kWh in grado di far percorrere 345 km secondo gli standard WLTP; mentre il pacco batteria più grande da 60,48 kWh ha un'autonomia di 420 km. Meccanicamente è dotata di sospensioni anteriori MacPherson e posteriori indipendenti multi-link.
L'Atto 3 è costruito su un'architettura elettrica a 400 volt e supporta la ricarica CA da 7 kW (versione Confort) o 11 kW (versione Design) nonché la ricarica rapida CC fino ad un massimo di 70 kW o 88 kW. A 88 kW, la ricarica della batteria dal 10% all'80% può essere completata in 44 minuti.
Il sistema di infotainment centrale da 12,8 pollici (come optional uni più grande da 15,6 pollici) è basato su Android e può essere ruotato in verticale o orizzontale. Lo spazio del bagagliaio è di 440 litri o 1338 litri con i sedili posteriori ripiegati.